# Alrance
 Alrance  (en occitano Alrança) es una población y comuna francesa, situada en la región de Mediodía-Pirineos, departamento de Aveyron, en el distrito de Millau y cantón de Salles-Curan.

## Demografía
| 702 | 625 | 550 | 528 | 468 | 417 |
| Para los censos de 1962 a 1999 la población legal corresponde a la población sin duplicidades (Fuente: INSEE [Consultar]) |     |     |     |     |     |